# Nowa Ruda (comune rurale)
Nowa Ruda (fino al 1945 Neurode) è un comune rurale polacco del distretto di Kłodzko, nel voivodato della Bassa Slesia.
Ricopre una superficie di 139,66 km² e nel 2004 contava 12 323 abitanti.
Il capoluogo è Nowa Ruda, che non fa parte del territorio ma costituisce un comune a sé.